# 3,4-亚甲二氧基苯丙胺
3,4-亚甲二氧基苯丙胺（英語：3,4-Methylenedioxyamphetamine，或称为：MDA）是一种兴奋剂和迷幻药物，分子式为C10H13NO2。
它和乙醛在氰基硼氢化钠存在下反应，可以得到N,N-二乙基-3,4-亚甲二氧基苯丙胺。